# Летние Олимпийские игры 2020
Ле́тние Олимпи́йские и́гры 2020 (фр. Jeux Olympiques d'été de 2020, англ. 2020 Summer Olympics, яп. 2020年夏季オリンピック Нисэн нидзю: нэн Каки Оримпикку) — тридцать вторые летние Олимпийские игры, прошедшие с 23 июля по 8 августа 2021 года в Токио, Япония.
Изначально должны были пройти в 2020 году, но из-за пандемии COVID-19 состоялись на год позже (решение о переносе 24 марта 2020 года объявил Международный олимпийский комитет). При этом Игры сохранили приставку «2020» в маркетинговых целях. Это были первые Олимпийские игры, перенесённые, а не отменённые в связи с чрезвычайными обстоятельствами, а также первые в истории Олимпийские игры, прошедшие в нечётный год, и первые, проведённые без зрителей на стадионах.
Официальные заявки на проведение Игр были поданы до 1 сентября 2011 года. 23 мая 2012 года Международный олимпийский комитет объявил, что официальными кандидатами остаются Мадрид, Стамбул и Токио. 7 сентября 2013 года в Буэнос-Айресе, на своей 125-й сессии, МОК объявил столицу Олимпиады.
20 марта 2021 года было объявлено о том, что иностранные зрители не будут допущены на Олимпийские и Паралимпийские игры в Токио, деньги за ранее купленные билеты будут возвращены. На соревнования в Токио также не были допущены и местные зрители. На церемонию открытия были допущены только 950 VIP-персон, включая глав 15 государств мира и международных организаций.

## Выбор места проведения Игр
В 2012 году кандидатами на звание города, который примет Олимпийские игры 2020, являлись Мадрид, Токио и Стамбул. До мая 2012 года в их состав входили Доха и Баку.
Все города в прошлом подавали заявки на то, чтобы быть хозяевами Олимпийских игр, а Токио уже принимал у себя Олимпиаду в 1964 году. Мадрид подал заявку в третий раз подряд, для Токио это вторая попытка, для Стамбула же — пятая.
Победитель был объявлен 7 сентября 2013 года в Буэнос-Айресе.
- Мадрид (заявка от 1 июня 2011 года, официальное подтверждение правительства Испании 12 июля 2011 года)[12][13] — Испания (Барселона) принимала Летнюю Олимпиаду 1992 года.
- Стамбул (заявка от 7 июля 2011 года)[14] — Турция никогда не принимала Олимпийские игры.
- Токио (16 июля 2011 года Олимпийский комитет Японии подтвердил заявку Токио[15][16][17], в декабре 2011 года нижняя палата парламента приняла резолюцию о поддержке решения[18]) — в Токио прошли летние Олимпийские игры 1964.

| Страна, место   | 1-й раунд | Допол. | 2-й раунд |
| --------------- | --------- | ------ | --------- |
| Япония, Токио   | 42        | —      | 60        |
| Турция, Стамбул | 26        | 49     | 36        |
| Испания, Мадрид | 26        | 45     | —         |

## Эмблема и талисманы Игр
24 июля 2015 года прошла официальная презентация эмблем летних Олимпийских и Паралимпийских игр 2020 года. Эмблемы разработал японский дизайнер Кэндзиро Сано. Однако через месяц стало известно, что оргкомитет Игр решил отказаться от использования эмблем, разработанных Сано, из-за обвинений в плагиате. Бельгийский дизайнер Оливер Деби сразу после презентации эмблем Игр в Токио заявил, что два года назад придумал очень схожий логотип для театра в Льеже.
В июле 2018 года были утверждены имена маскотов летних Олимпийских и Паралимпийских игр 2020. Так 22 июля прошла официальная церемония утверждения имён талисманов олимпийских игр. Название талисманов Игр в Токио были утверждены как Мирайтова (яп. ミライトワ — будущее, вечность), Сомэйти (яп. ソメイティ — производное от сорта сакуры 'Somei-yoshino'). Голосование по выбору имён проходило с декабря 2017 года по февраль 2018 года среди учеников начальной школы в Японии.

## Олимпийские объекты
Токио

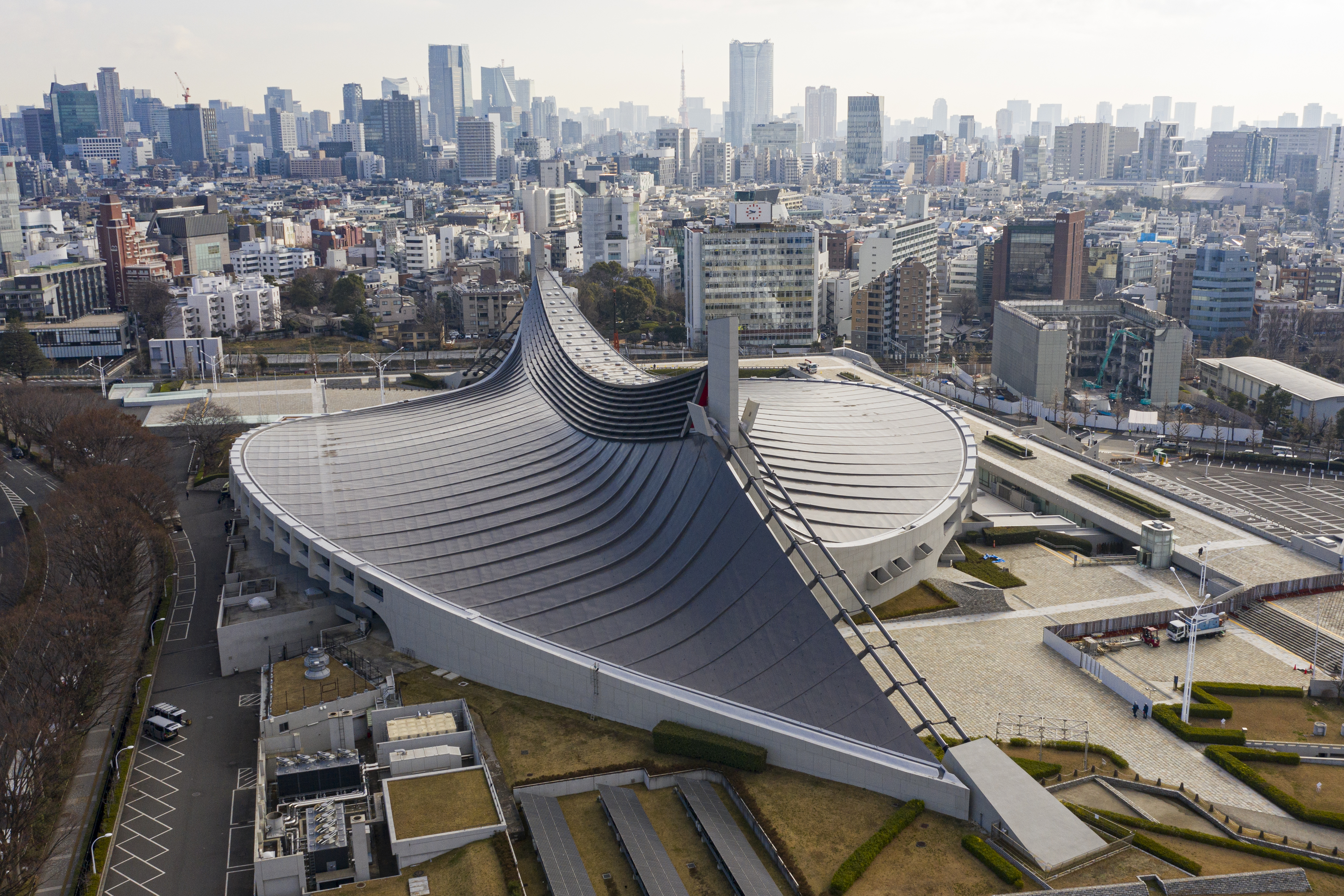
Национальный стадион Ёёги — место проведения соревнований по гандболу

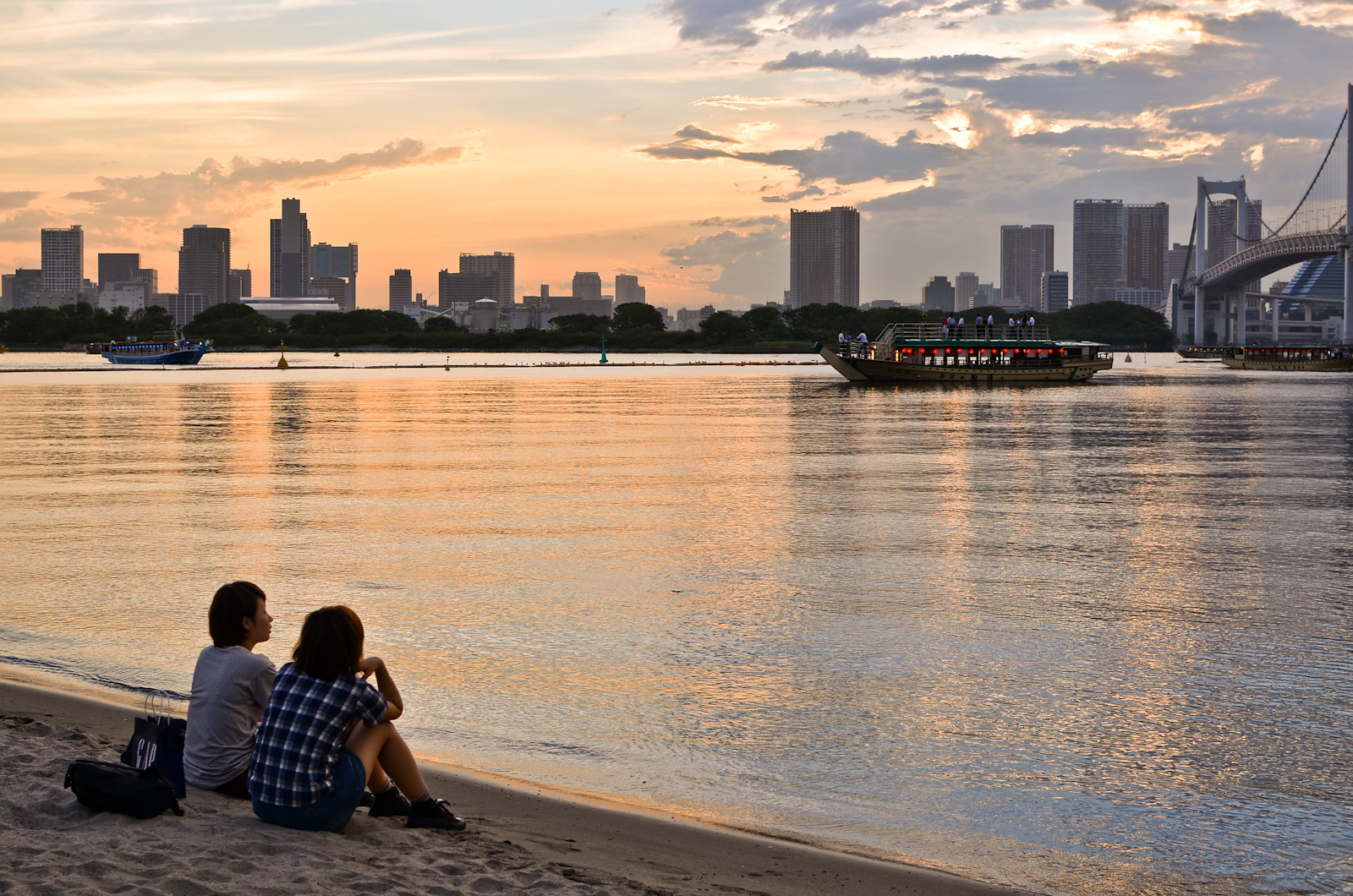
Морской парк Одайба — место проведения соревнований по триатлону, плаванию на открытой воде и современному пятиборью

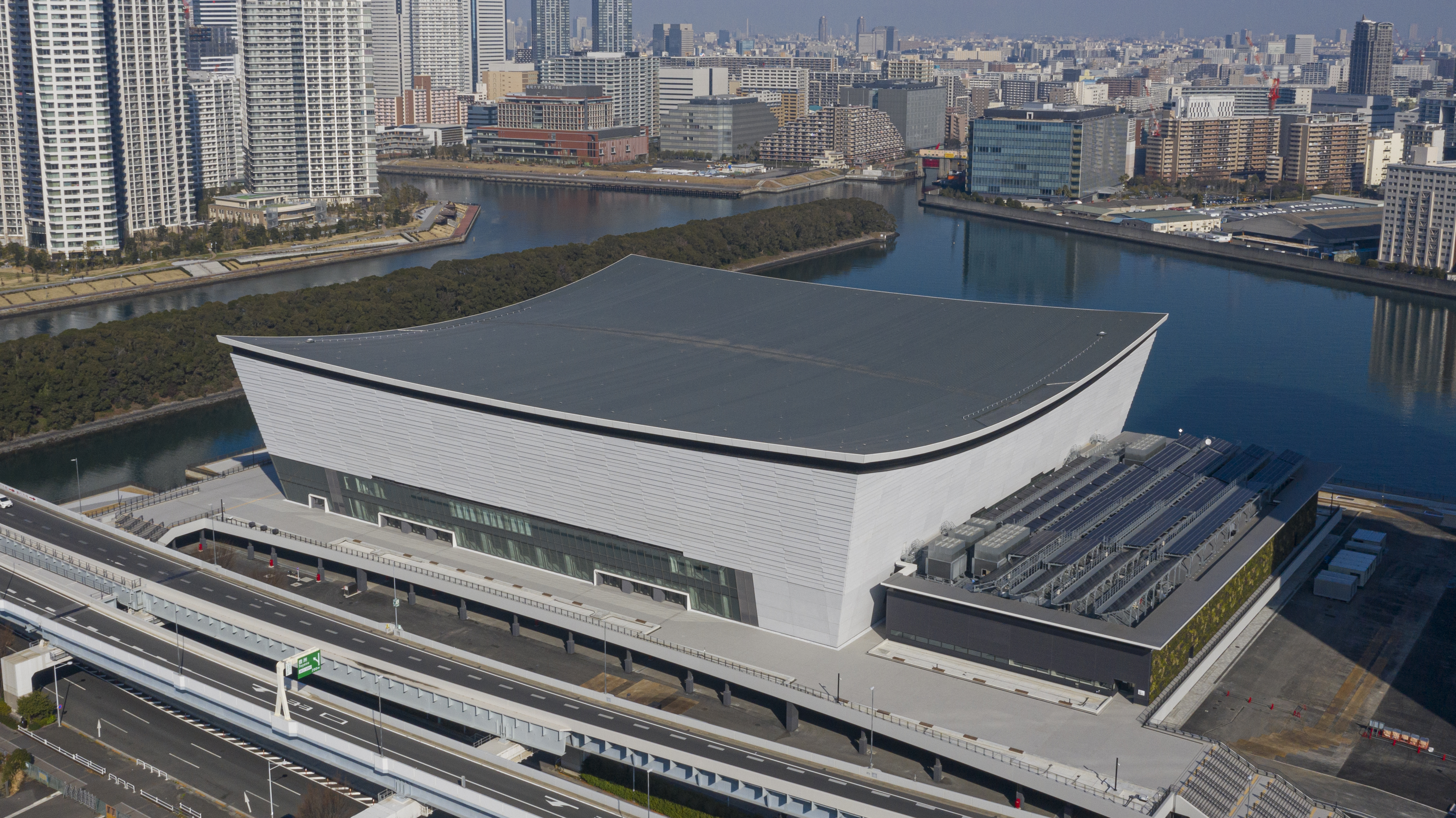
Ариакэ Арена — место проведения соревнований по волейболу

- Японский национальный стадион — церемонии открытия и закрытия, лёгкая атлетика, футбол,[21]
- Токийский дворец спорта — настольный теннис[22]
- Национальный стадион Ёёги — гандбол[23]
- Ниппон Будокан — карате, дзюдо[24]
- Парк Мусасинономори — велоспорт (шоссейный велоспорт (старт)[25]
- Токийский международный форум — тяжёлая атлетика[26]
- Спортивный парк Аоми — баскетбол 3×3, скалолазание[27]
- Конно-спортивный парк Баджи Коэн — конный спорт (выездка, конкур)[28]
- Рёгоку Кокугикан — бокс[29]
- Ариакэ Арена — волейбол[30]
- Городской спортивный парк Ариакэ — велоспорт (BMX), скейтбординг[31]
- Центр гимнастики Ариакэ— спортивная гимнастика, художественная гимнастика, прыжки на батуте[32]
- Теннисный парк Ариакэ, Колизей Ариакэ (центральная арена парка) — теннис[33]
- Морской парк Одайба — триатлон, плавание на открытой воде, современное пятиборье[34]
- Сиокадзэ Парк — пляжный волейбол[35]
- Макухари Мессе — борьба, фехтование, тхэквондо[36]
- Токийский центр водных видов спорта — плавание, прыжки в воду, синхронное плавание[37]
- Международный плавательный центр Токио Тацуми — водное поло[38]
- Дворец спорта Мусасино Форест — бадминтон, современное пятиборье[39]
- Парк Юменосима — стрельба из лука[40]
- Трасса для конного кросса в парке Си Форест — конный спорт[41]
- Гребной канал Си Форест — академическая гребля, гребля на байдарках и каноэ[42]
- Центр гребного слалома Касай — гребной слалом[43]
- Хоккейный стадион Ои — хоккей на траве[44]
- Токийский Стадион — футбол, регби-7, современное пятиборье[45]
- Эносима — парусный спорт[46][47]
- Сайтама 2002 — футбол[48]

За пределами Токио
- Стрелковый центр Асаки — стрелковый спорт[49]
- Загородный клуб Касумигасэки — гольф[50]
- Сайтама Супер Арена — баскетбол[51]
- Яхтенная гавань Эносима — парусный спорт[52]
- Велодром Изу — велоспорт (трековый велоспорт)[53]
- Пляж Цуригасаки — сёрфинг[54]
- Трасса для маунтинбайка в Идзу — велоспорт (маунтинбайк)[55]
- Фудзи Спидвей — велоспорт (шоссейный велоспорт (финиш))[56]
- Бейсбольный стадион «Иокогама» — бейсбол, софтбол[57]
- Бейсбольный стадион Фукусима Адзума — бейсбол, софтбол[58]
- Парк Одори — лёгкая атлетика[59]
- Саппоро Доум, Саппоро — футбол[60]
- Стадион Мияги, Мияги — футбол[61]
- Стадион Касима, Касима — футбол[62]
- Международный стадион Иокогамы, Иокогама — футбол[63]

## Страны-участницы
В летних Олимпийских играх 2020 года в Токио приняло участие 205 национальных олимпийских комитетов, а также Олимпийская команда беженцев Международного олимпийского комитета.
6 апреля 2021 года было объявлено, что сборная КНДР не примет участия в Играх из-за пандемии COVID-19. В связи с этим в сентябре МОК объявил об отстранении Национального олимпийского комитета КНДР до конца 2022 года.

Страны по количеству участников

| Европа (5090 спортсменов) | Европа (5090 спортсменов) | Европа (5090 спортсменов) |
| --- | --- | --- |
| - Австрия (75) - Азербайджан (44) - Албания (9) - Андорра (2) - Армения (17) - Беларусь (101) - Бельгия (121) - Болгария (42) - Босния и Герцеговина (7) - Великобритания (376) - Венгрия (166) - Германия (425) - Греция (83) - Грузия (35) - Дания (107) - Ирландия (116) - Исландия (4) | - Испания (321) - Италия (372) - Кипр (15) - Косово (11) - Латвия (33) - Литва (41) - Лихтенштейн (5) - Люксембург (12) - Северная Македония (8) - Мальта (6) - Молдова (20) - Монако (6) - Нидерланды (278) - Норвегия (85) - ОКР (329) - Польша (210)                     | - Португалия (92) - Румыния (101) - Сан-Марино (5) - Сербия (87) - Словакия (41) - Словения (53) - Турция (108) - Украина (155) - Финляндия (45) - Франция (385) - Хорватия (59) - Черногория (33) - Чехия (115) - Швейцария (107) - Швеция (134) - Эстония (33)                  |
| Америка (2299 спортсмена) | | |
| - Антигуа и Барбуда (6) - Аргентина (174) - Аруба (3) - Багамские Острова (16) - Барбадос (8) - Белиз (3) - Бермуды (2) - Боливия (5) - Бразилия (302) - Венесуэла (44) - Американские Виргинские Острова (4) - Британские Виргинские Острова (3) - Гаити (6) - Гвинея (7)                 | - Гватемала (24) - Гондурас (27) - Гренада (6) - Доминика (2) - Доминиканская Республика (63) - Каймановы острова (5) - Канада (381) - Колумбия (70) - Коста-Рика (14) - Куба (70) - Мексика (164) - Никарагуа (8) - Панама (10) - Парагвай (8)                             | - Перу (35) - Пуэрто-Рико (37) - Сальвадор (5) - Сент-Китс и Невис (3) - Сент-Люсия (5) - Сент-Винсент и Гренадины (3) - США (613) - Суринам (3) - Тринидад и Тобаго (23) - Уругвай (11) - Чили (58) - Эквадор (48) - Ямайка (48)                                                 |
| Азия (2077 спортсмена) | | |
| - Афганистан (5) - Бахрейн (32) - Бангладеш (6) - Бруней (2) - Бутан (4) - Вьетнам (18) - Гонконг (42) - Израиль (90) - Индия (122) - Индонезия (28) - Ирак (4) - Иран (65) - Иордания (14) - Йемен (5) - Казахстан (93)                                                                   | - Камбоджа (3) - Катар (16) - Кыргызстан (17) - Китай (406) - Республика Корея (236) - Кувейт (10) - Лаос (4) - Ливан (6) - Малайзия (30) - Мальдивы (4) - Монголия (43) - Мьянма (3) - Непал (5) - ОАЭ (5) - Оман (5)                                                      | - Пакистан (10) - Государство Палестина (5) - Саудовская Аравия (29) - Сингапур (23) - Восточный Тимор (3) - Шри-Ланка (9) - Сирия (6) - Тайвань (59) - Таджикистан (11) - Таиланд (42) - Туркменистан (9) - Узбекистан (63) - Филиппины (19) - Япония (552)                      |
| Африка (984 спортсмена) | | |
| - Алжир (44) - Ангола (20) - Бенин (7) - Ботсвана (13) - Буркина-Фасо (7) - Бурунди (6) - Габон (5) - Гамбия (4) - Гана (14) - Гвинея (5) - Гвинея-Бисау (4) - Джибути (4) - Египет (133) - Замбия (26) - Зимбабве (5) - Кабо-Верде (6) - Камерун (12) - Кения (85)                        | - Коморы (3) - ДР Конго (7) - Республика Конго (3) - Кот-д’Ивуар (28) - Лесото (2) - Либерия (3) - Ливия (4) - Маврикий (8) - Мавритания (2) - Мадагаскар (6) - Малави (5) - Мали (4) - Марокко (50) - Мозамбик (10) - Намибия (11) - Нигер (7) - Нигерия (60) - Руанда (6) | - Сан-Томе и Принсипи (3) - Эсватини (4) - Сейшелы (5) - Сенегал (9) - Сомали (2) - Судан (5) - Сьерра-Леоне (4) - Танзания (3) - Того (4) - Тунис (63) - Уганда (25) - ЦАР (2) - Чад (3) - Экваториальная Гвинея (3) - Эритрея (13) - Эфиопия (38) - ЮАР (177) - Южный Судан (2) |
| Океания (791 спортсмен) | | |
| - Австралия (478) - Вануату (3) - Гуам (5) - Кирибати (3) - Острова Кука (6) - Маршалловы Острова (2) | - Федеративные Штаты Микронезии (3) - Науру (2) - Новая Зеландия (223) - Палау (3) - Папуа — Новая Гвинея (8) - Самоа (8) | - Американское Самоа (6) - Соломоновы Острова (3) - Тонга (6) - Тувалу (2) - Фиджи (30) |
| Другие (29 спортсменов) | | |
| - Олимпийская сборная беженцев (29) | | |

### Олимпийский комитет России
После окончания зимних Олимпийских игр в Пхёнчхане Международный олимпийский комитет восстановил членство Олимпийского комитета России. Однако по решению Международного антидопингового агентства (WADA) от 9 декабря 2019 года и Спортивного арбитражного суда (CAS) от 18 декабря 2020 года российские спортсмены до 16 декабря 2022 года не могли выступать под флагом и гимном России. В связи с этим МОК принял решение, что российские спортсмены выступят на Играх в Токио в составе сборной Олимпийского комитета России (ОКР), при этом были сняты все ограничения на участие спортсменов, включая тех, которые ранее уже полностью отбыли наказание за нарушение антидопинговых правил.

### Случай с белорусской спортсменкой
30 июля белорусская спортсменка Кристина Тимановская, выступающая в беге на дистанциях 100 и 200 метров, в своём Instagram подвергла жёсткой критике спортивное руководство НОК Беларуси за то, что её включили в эстафету 4 × 400 метров, не спросив её согласия. Также подверглось критике спортивное руководство, которое, по мнению спортсменки, пытается за счёт спортсменов исправить свою некачественную работу — нехватку легкоатлетов.
1 августа НОК Беларуси отстранил Тимановскую от дальнейшего участия в Олимпийских играх «в связи с эмоционально-психологическим состоянием» и отправил домой в Минск. В аэропорту девушка обратилась за помощью к японской полиции и МОК с просьбой о защите и заявила, что на неё было оказано давление и её пытаются вывезти из Японии без её согласия, что она намерена просить политическое убежище в Германии или Австрии. МОК начал изучать данную ситуацию.
2 августа CAS отклонил запрос белорусской легкоатлетки на отмену решения НОК Беларуси о её отстранении от участия в Олимпийских играх. 4 августа Кристина Тимановская вылетела в Польшу, которая предоставила ей гуманитарную визу. 6 августа МОК лишил тренеров сборной Беларуси Артура Шимака и Юрия Моисевича аккредитаций, и в этот же день они покинули Олимпийскую деревню.

## Ход и результаты соревнований

### Виды спорта

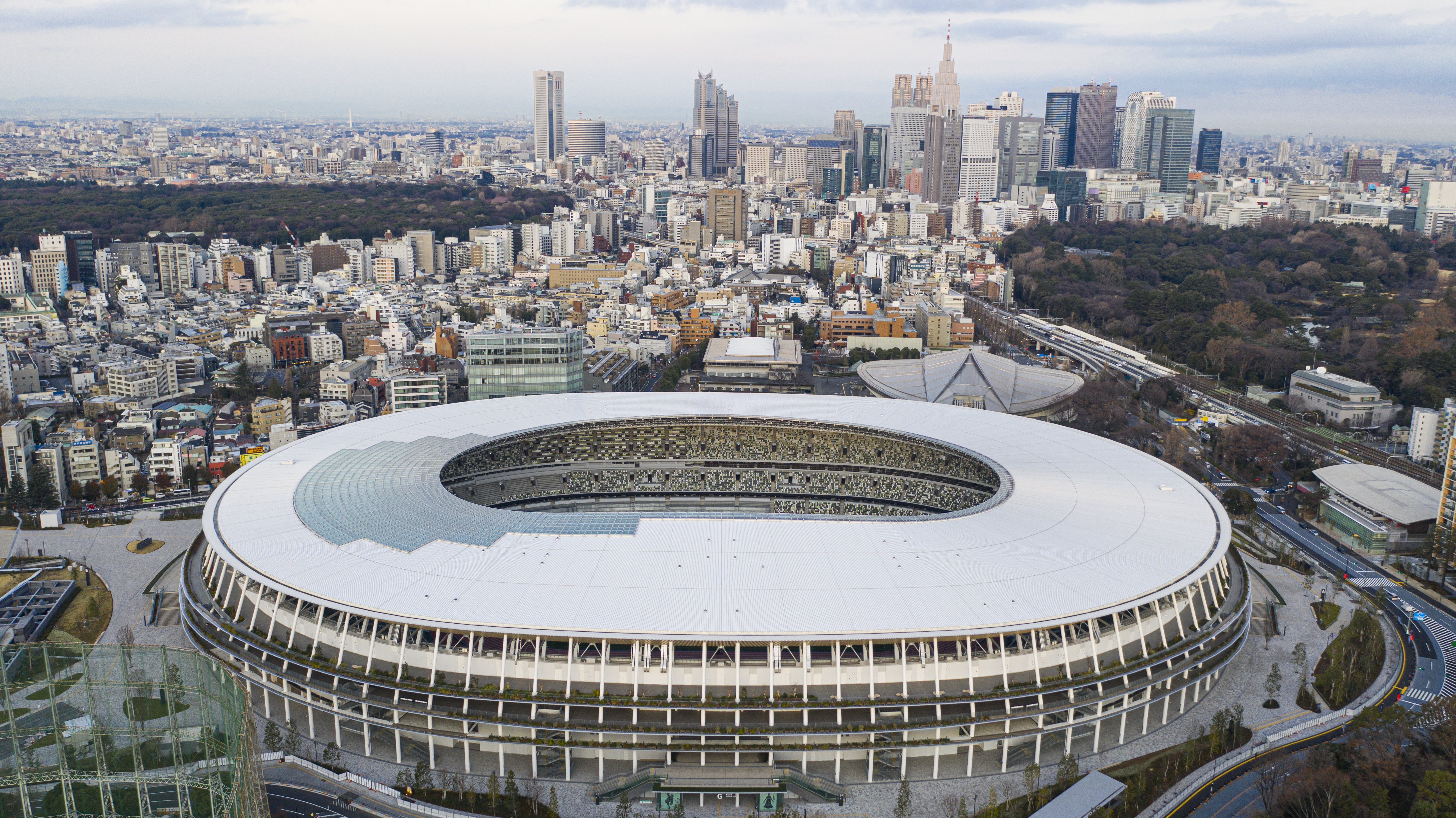
Построенный к играм Национальный стадион в Токио — место проведения церемоний и соревнований по лёгкой атлетике

Программа соревнований осталась примерно такой же, как на предыдущих Играх. 3 августа 2016 года в ходе 129-й сессии Международного олимпийского комитета прошло голосование, на котором единогласно было принято решение о включении карате (ката + кумитэ), сёрфинга, скалолазания (скоростное лазание + боулдеринг + альпинистское восхождение) и скейтбординга (уличный + парковый) в программу Олимпийских игр 2020 года. Новые виды дополнили олимпийскую программу, они не заменяли собой других. При этом «новый пакет» соревнований действовал исключительно для Олимпиады в Токио, оргкомитеты последующих летних Олимпийских игр будут формировать соревновательную программу, исходя из её прежнего формата.
Были возвращены после перерыва (с 2012 года) бейсбол и софтбол.
В уже олимпийские виды спорта добавлены новые дисциплины:
- В академической гребле добавлено соревнование среди распашных безрульных четвёрок (женщины).
- В баскетболе добавлена дисциплина 3×3 (мужчины и женщины).
- В велоспорте на треке добавлены соревнования в «мэдисоне» (мужчины и женщины), а также в дисциплине BMX (мужчины и женщины).
- В дзюдо добавлены командные соревнования.
- В лёгкой атлетике добавлена смешанная эстафета 4×400.
- В настольном теннисе добавлен турнир смешанных пар[82].
- В плавании добавлены дистанции 800 метров (мужчины) и 1500 метров (женщины), а также смешанная комбинированная эстафета 4×100.
- В стрельбу из лука добавлены смешанные командные соревнования.
- В триатлоне добавлены смешанные командные соревнования.
- В фехтовании добавлены соревнования в командной рапире (женщины) и командной сабле (мужчины) (ранее на каждой Олимпиаде отсутствовало по одному соревнованию из мужских и женских командных турниров).

Всего в программе Олимпийских игр 2020 года представлено 33 вида спорта, в которых разыграно 339 комплектов олимпийских медалей.
| - Академическая гребля - Бадминтон - Баскетбол - Баскетбол - Баскетбол 3×3 - Бейсбол/ Софтбол - Бокс - Борьба - Вольная - Греко-римская - Женская - Велоспорт - BMX - Велотрековые гонки - Маунтинбайк - Шоссейные гонки | - Водные виды спорта - Водное поло - Плавание - Прыжки в воду - Синхронное плавание - Волейбол - Волейбол - Пляжный волейбол - Гандбол - Гольф - Гребля на байдарках и каноэ | - Гимнастика - Прыжки на батуте - Спортивная гимнастика - Художественная гимнастика - Дзюдо - Карате - Конный спорт - Выездка - Конкур - Троеборье - Лёгкая атлетика - Настольный теннис - Парусный спорт | - Регби-7 - Сёрфинг - Скейтбординг - Современное пятиборье - Спортивное скалолазание - Стрельба - Пулевая - Стендовая - Стрельба из лука - Теннис - Триатлон - Тхэквондо - Тяжёлая атлетика - Фехтование - Футбол - Хоккей на траве |

По решению Международной федерации тяжёлой атлетики (IWF) на Олимпиаде 2020 года квоты России, Беларуси, Азербайджана, Армении и Казахстана как стран с большим количеством антидопинговых нарушений были снижены до двух тяжелоатлетов.

### Календарь
Время всех Олимпийских объектов местное (Япония, UTC+9)
| ● | Церемония открытия | 0 | Квалификация соревнований | 0 | Финалы соревнований | ПВ | Показательные выступления | ● | Церемония закрытия |

| Июль/Август                 | Июль/Август                 | 21 | 22 | 23 | 24 | 25 | 26 | 27 | 28 | 29 | 30 | 31 | 1  | 2  | 3  | 4  | 5  | 6  | 7  | 8  | Комплекты медалей |
| --------------------------- | --------------------------- | -- | -- | -- | -- | -- | -- | -- | -- | -- | -- | -- | -- | -- | -- | -- | -- | -- | -- | -- | ----------------- |
| Церемонии                   | Церемонии                   |    |    | ●  |    |    |    |    |    |    |    |    |    |    |    |    |    |    |    | ●  |                   |
| Академическая гребля        | Академическая гребля        |    |    |    |    |    |    | 2  | 4  | 4  | 4  |    |    |    |    |    |    |    |    |    | 14                |
| Бадминтон                   | Бадминтон                   |    |    |    |    |    |    |    |    |    | 1  | 1  | 1  | 2  |    |    |    |    |    |    | 5                 |
| Баскетбол                   | Баскетбол                   |    |    |    |    |    |    |    |    |    |    |    |    |    |    |    |    |    | 1  | 1  | 2                 |
| Баскетбол 3х3               | Баскетбол 3х3               |    |    |    |    |    |    |    | 2  |    |    |    |    |    |    |    |    |    |    |    | 2                 |
| Бейсбол                     | Бейсбол                     |    |    |    |    |    |    |    |    |    |    |    |    |    |    |    |    |    | 1  |    | 1                 |
| Бокс                        | Бокс                        |    |    |    |    |    |    |    |    |    |    |    |    |    | 2  | 1  | 1  | 1  | 4  | 4  | 13                |
| Борьба                      | Борьба                      |    |    |    |    |    |    |    |    |    |    |    |    | 3  | 3  | 3  | 3  | 3  | 3  |    | 18                |
| Велоспорт                   | Велоспорт                   |    |    |    | 1  | 1  | 1  | 1  | 2  |    | 2  |    | 2  | 1  | 2  | 1  | 2  | 2  | 1  | 3  | 22                |
| Водное поло                 | Водное поло                 |    |    |    |    |    |    |    |    |    |    |    |    |    |    |    |    |    | 1  | 1  | 2                 |
| Волейбол                    | Волейбол                    |    |    |    |    |    |    |    |    |    |    |    |    |    |    |    |    |    | 1  | 1  | 2                 |
| Пляжный волейбол            | Пляжный волейбол            |    |    |    |    |    |    |    |    |    |    |    |    |    |    |    |    | 1  | 1  |    | 2                 |
| Гандбол                     | Гандбол                     |    |    |    |    |    |    |    |    |    |    |    |    |    |    |    |    |    | 1  | 1  | 2                 |
| Гольф                       | Гольф                       |    |    |    |    |    |    |    |    |    |    |    | 1  |    |    |    |    |    | 1  |    | 2                 |
| Гребля на байдарках и каноэ | Гребля на байдарках и каноэ |    |    |    |    |    | 1  | 1  |    | 1  | 1  |    |    |    | 4  |    | 4  |    | 4  |    | 16                |
| Дзюдо                       | Дзюдо                       |    |    |    | 2  | 2  | 2  | 2  | 2  | 2  | 2  | 1  |    |    |    |    |    |    |    |    | 15                |
| Карате                      | Карате                      |    |    |    |    |    |    |    |    |    |    |    |    |    |    |    | 3  | 3  | 2  |    | 8                 |
| Конный спорт                | Конный спорт                |    |    |    |    |    |    | 1  | 1  |    |    |    |    | 2  |    | 1  |    |    | 1  |    | 6                 |
| Лёгкая атлетика             | Лёгкая атлетика             |    |    |    |    |    |    |    |    |    | 1  | 3  | 4  | 5  | 6  | 5  | 8  | 8  | 7  | 1  | 48                |
| Настольный теннис           | Настольный теннис           |    |    |    |    |    | 1  |    |    | 1  | 1  |    |    |    |    |    | 1  | 1  |    |    | 5                 |
| Парусный спорт              | Парусный спорт              |    |    |    |    |    |    |    |    |    |    |    | 2  | 2  | 2  | 2  | 2  |    |    |    | 10                |
| Плавание                    | Плавание                    |    |    |    |    | 4  | 4  | 4  | 5  | 5  | 4  | 4  | 5  |    |    | 1  | 1  |    |    |    | 37                |
| Прыжки в воду               | Прыжки в воду               |    |    |    |    | 1  | 1  | 1  | 1  |    |    |    | 1  |    | 1  |    | 1  |    | 1  |    | 8                 |
| Прыжки на батуте            | Прыжки на батуте            |    |    |    |    |    |    |    |    |    | 1  | 1  |    |    |    |    |    |    |    |    | 2                 |
| Регби-7                     | Регби-7                     |    |    |    |    |    |    |    | 1  |    |    | 1  |    |    |    |    |    |    |    |    | 2                 |
| Сёрфинг                     | Сёрфинг                     |    |    |    |    |    |    |    | 2  |    |    |    |    |    |    |    |    |    |    |    | 2                 |
| Синхронное плавание         | Синхронное плавание         |    |    |    |    |    |    |    |    |    |    |    |    |    |    | 1  |    |    | 1  |    | 2                 |
| Скейтбординг                | Скейтбординг                |    |    |    |    | 1  | 1  |    |    |    |    |    |    |    |    | 1  | 1  |    |    |    | 4                 |
| Современное пятиборье       | Современное пятиборье       |    |    |    |    |    |    |    |    |    |    |    |    |    |    |    |    | 1  | 1  |    | 2                 |
| Софтбол                     | Софтбол                     |    |    |    |    |    |    | 1  |    |    |    |    |    |    |    |    |    |    |    |    | 1                 |
| Спортивная гимнастика       | Спортивная гимнастика       |    |    |    |    |    | 1  | 1  | 1  | 1  |    |    | 4  | 3  | 3  | ПВ |    |    |    |    | 14                |
| Спортивное скалолазание     | Спортивное скалолазание     |    |    |    |    |    |    |    |    |    |    |    |    |    |    |    | 1  | 1  |    |    | 2                 |
| Стрельба                    | Стрельба                    |    |    |    | 2  | 2  | 2  | 2  |    | 2  | 1  | 2  |    | 2  |    |    |    |    |    |    | 15                |
| Стрельба из лука            | Стрельба из лука            |    |    |    | 1  | 1  | 1  |    |    |    | 1  | 1  |    |    |    |    |    |    |    |    | 5                 |
| Теннис                      | Теннис                      |    |    |    |    |    |    |    |    |    | 1  | 1  | 3  |    |    |    |    |    |    |    | 5                 |
| Триатлон                    | Триатлон                    |    |    |    |    |    | 1  | 1  |    |    |    | 1  |    |    |    |    |    |    |    |    | 3                 |
| Тхэквондо                   | Тхэквондо                   |    |    |    | 2  | 2  | 2  | 2  |    |    |    |    |    |    |    |    |    |    |    |    | 8                 |
| Тяжёлая атлетика            | Тяжёлая атлетика            |    |    |    | 1  | 2  | 1  | 2  | 1  |    |    | 2  | 1  | 2  | 1  | 1  |    |    |    |    | 14                |
| Фехтование                  | Фехтование                  |    |    |    | 2  | 2  | 2  | 1  | 1  | 1  | 1  | 1  | 1  |    |    |    |    |    |    |    | 12                |
| Футбол                      | Футбол                      |    |    |    |    |    |    |    |    |    |    |    |    |    |    |    |    | 1  | 1  |    | 2                 |
| Хоккей на траве             | Хоккей на траве             |    |    |    |    |    |    |    |    |    |    |    |    |    |    |    | 1  | 1  |    |    | 2                 |
| Художественная гимнастика   | Художественная гимнастика   |    |    |    |    |    |    |    |    |    |    |    |    |    |    |    |    |    | 1  | 1  | 2                 |
| Комплекты медалей           | Комплекты медалей           |    |    |    | 11 | 18 | 21 | 22 | 23 | 17 | 21 | 21 | 25 | 22 | 24 | 17 | 27 | 23 | 34 | 13 | 339               |
| Июль/Август                 | Июль/Август                 | 21 | 22 | 23 | 24 | 25 | 26 | 27 | 28 | 29 | 30 | 31 | 1  | 2  | 3  | 4  | 5  | 6  | 7  | 8  |                   |

### Медальный зачёт
В таблице указана первая десятка стран по количеству золотых медалей. В случае одинакового количества золотых медалей места распределены по количеству серебряных медалей.

Жирным выделено наибольшее количество медалей в своей категории; страна-организатор также выделена.
|       | Результаты летних Олимпийских игр 2020 | Результаты летних Олимпийских игр 2020 | Результаты летних Олимпийских игр 2020 | Результаты летних Олимпийских игр 2020 | Всего |
| Место | Страна                                 | Золото                                 | Серебро                                | Бронза                                 | Всего |
| ----- | -------------------------------------- | -------------------------------------- | -------------------------------------- | -------------------------------------- | ----- |
| 1     | США                                    | 39                                     | 41                                     | 33                                     | 113   |
| 2     | Китай                                  | 38                                     | 32                                     | 18                                     | 88    |
| 3     | Япония                                 | 27                                     | 14                                     | 17                                     | 58    |
| 4     | Великобритания                         | 22                                     | 21                                     | 22                                     | 65    |
| 5     | ОКР                                    | 20                                     | 28                                     | 23                                     | 71    |
| 6     | Австралия                              | 17                                     | 7                                      | 22                                     | 46    |
| 7     | Нидерланды                             | 10                                     | 12                                     | 14                                     | 36    |
| 8     | Франция                                | 10                                     | 12                                     | 11                                     | 33    |
| 9     | Германия                               | 10                                     | 11                                     | 16                                     | 37    |
| 10    | Италия                                 | 10                                     | 10                                     | 20                                     | 40    |
| Всего | Всего                                  | 340                                    | 338                                    | 402                                    | 1080  |

### Медальный зачёт по видам спорта
В таблице указана первая десятка стран по количеству золотых медалей по видам спорта.
| Место | Страна         | Золото | Серебро | Бронза |
| ----- | -------------- | --- | --- | --- |
| 1     | США            | 39: Плавание ― 11, Легкая атлетика ― 7, Вольная борьба ― 3, Стрельба ― 3, Спортивная гимнастика ― 2, Гольф ― 2, Баскетбол ― 2, Баскетбол 3x3 ― 1, Фехтование ― 1, Велоспорт ― 1, Тхэквондо ― 1, Серфинг ― 1, Гребля на байдарках и каноэ ― 1, Пляжный волейбол ― 1, Водное поло ― 1, Волейбол ― 1. | 41: Плавание ― 10, Легкая атлетика ― 12, Вольная борьба ― 2, Стрельба ― 2, Спортивная гимнастика ― 2, Бокс ― 3, Прыжки в воду ― 2, Конный спорт ― 2, Триатлон ― 1, Тяжелая атлетика ― 1, Софтбол ― 1, Велоспорт ― 1, Скалолазание ― 1, Бейсбол ― 1                                      | 33: Плавание ― 9, Легкая атлетика ― 7, Вольная борьба ― 4, Стрельба ― 1, Спортивная гимнастика ― 2, Фехтование ― 1, Велоспорт ― 1, Бокс ― 1, Прыжки в воду ― 1, Триатлон ― 1, Тяжелая атлетика ― 1, Скейтборд ― 2, Футбол ― 1, Карате ― 1                                                                       |
| 2     | Китай          | 38: Прыжки в воду ― 7, Тяжелая атлетика ― 7, Настольный теннис ― 4, Стрельба ― 4, Спортивная гимнастика ― 3, Плавание ― 3, Бадминтон ― 2, Легкая атлетика ― 2, Прыжки на батуте ― 1, Гребля на байдарках и каноэ ― 1, Академическая гребля ― 1, Парусный спорт ― 1, Фехтование ― 1, Велоспорт ― 1  | 32: Прыжки в воду ― 5, Тяжелая атлетика ― 1, Настольный теннис ― 3, Стрельба ― 1, Спортивная гимнастика ― 3, Плавание ― 2, Бадминтон ― 4, Легкая атлетика ― 2, Прыжки на батуте ― 2, Гребля на байдарках и каноэ ― 2, Вольная борьба ― 2, Синхронное плавание ― 2, Бокс ― 2, Карате ― 1 | 18: Стрельба ― 6, Спортивная гимнастика ― 2, Плавание ― 1, Легкая атлетика ― 1, Академическая гребля ―2, Парусный спорт ― 1, Вольная борьба ― 1, Карате ― 1, Тхэквондо ― 1, Баскетбол 3x3 ― 1, Греко-римская борьба ― 1                                                                                         |
| 3     | Япония         | 27: Дзюдо ― 9, Вольная борьба ― 5, Скейтборд ― 3, Спортивная гимнастика ― 2, Плавание ― 2, Настольный теннис ― 1, Карате ― 1, Бокс ― 1, Софтбол ― 1, Фехтование ― 1, Бейсбол ― 1 | 14: Дзюдо ― 2, Скейтборд ― 1, Спортивная гимнастика ― 1, Плавание ― 1, Настольный теннис ― 1, Карате ― 1, Серфинг ― 1, Греко-римская борьба ― 1, Легкая атлетика ― 1, Скалолазание ― 1, Гольф ― 1, Велоспорт ― 1, Баскетбол ― 1                                                         | 17: Дзюдо ― 1, Скейтборд ― 1, Спортивная гимнастика ― 2, Настольный теннис ― 2, Карате ― 1, Бокс ― 2, Серфинг ― 1, Греко-римская борьба ― 1, Легкая атлетика ― 1, Скалолазание ― 1, Стрельба из лука ― 2, Тяжелая атлетика ― 1, Бадминтон ― 1                                                                   |
| 4     | Великобритания | 22: Велоспорт ― 6, Плавание ― 4, Парусный спорт ― 3, Бокс ― 2, Конный спорт ― 2, Современное пятиборье ― 2, Триатлон ― 1, Прыжки в воду ― 1, Спортивная гимнастика ― 1 | 21: Велоспорт ― 4, Плавание ― 3, Парусный спорт ― 1, Бокс ― 2, Конный спорт ― 1, Триатлон ― 2, Легкая атлетика ― 3, Тхэквондо ― 2, Академическая гребля ― 1, Гребной слалом ― 1, Тяжелая атлетика ― 1                                                                                   | 22: Велоспорт ― 2, Плавание ― 1, Парусный спорт ― 1, Бокс ― 2, Конный спорт ― 2, Прыжки в воду ― 2, Спортивная гимнастика ― 1, Легкая атлетика ― 3, Тхэквондо ― 1, Академическая гребля ― 1, Дзюдо ― 1, Стрельба ― 1, Прыжки на батуте ― 1, Скейтборд ― 1, Гребля на байдарках и каноэ ― 1, Хоккей на траве ― 1 |
| 5     | ОКР            | 20: Фехтование ― 3, Вольная борьба ― 3, Стрельба ― 2, Спортивная гимнастика ― 2, Плавание ― 2, Тхэквондо ― 2, Синхронное плавание ― 2, Теннис ― 1, Бокс ― 1, Легкая атлетика ― 1, Греко-римская борьба ― 1                                                                                         | 28: Фехтование ― 4, Стрельба ― 4, Спортивная гимнастика ― 2, Плавание ― 2, Тхэквондо ― 1, Теннис ― 2, Бокс ― 1, Легкая атлетика ― 1, Стрельба из лука ― 2, Баскетбол 3x3 ― 2, Академическая гребля ― 2, Художественная гимнастика ― 2, Пляжный волейбол ― 1, Волейбол ― 1, Гандбол ― 1  | 23: Фехтование ― 1, Вольная борьба ― 2, Стрельба ― 2, Спортивная гимнастика ― 4, Плавание ― 1, Тхэквондо ― 1, Бокс ― 4, Греко-римская борьба ― 2, Дзюдо ― 3, Велоспорт ― 2, Прыжки в воду ― 1 |
| 6     | Австралия      | 17: Плавание ― 9, Академическая гребля ― 2, Парусный спорт ― 2, Гребной слалом ― 1, Велоспорт ― 1, Гребля на байдарках и каноэ ― 1, Скейтборд ― 1 | 7: Плавание ― 3, Легкая атлетика ― 1, Конный спорт ― 1, Хоккей на траве ― 1, Пляжный волейбол ― 1 | 22: Плавание ― 9, Академическая гребля ― 2, Гребной слалом ― 1, Легкая атлетика ― 2, Конный спорт ― 1, Серфинг ― 1, Велоспорт ― 2, Теннис ― 1, Прыжки в воду ― 1, Бокс ― 1, Баскетбол ― 1 |
| 7     | Нидерланды     | 10: Велоспорт ― 5, Легкая атлетика ― 2, Академическая гребля ― 1, Парусный спорт ― 1, Хоккей на траве ― 1 | 12: Велоспорт ― 3, Легкая атлетика ― 3, Академическая гребля ― 2, Плавание ― 3, Стрельба из лука ― 1 | 14: Велоспорт ― 4, Легкая атлетика ― 3, Академическая гребля ― 2, Парусный спорт ― 2, Дзюдо ― 1, Конный спорт ― 1, Бокс ― 1 |
| 8     | Франция        | 10: Дзюдо ― 2, Фехтование ― 2, Гандбол ― 2, Академическая гребля ― 1, Стрельба ― 1, Карате ― 1, Волейбол ― 1 | 12: Дзюдо ― 3, Фехтование ― 2, Академическая гребля ― 1, Парусный спорт ― 2, Баскетбол ― 1, Регби 7 ― 1, Плавание ― 1, Легкая атлетика ― 1 | 11: Дзюдо ― 3, Фехтование ― 1, Парусный спорт ― 1, Баскетбол ― 1, Велоспорт ― 2, Тхэквондо ― 1, Триатлон ― 1, Конный спорт ― 1 |
| 9     | Германия       | 10: Конный спорт ― 3, Легкая атлетика ― 1, Гребля на байдарках и каноэ ― 1, Велоспорт ― 1, Гребной слалом ― 1, Плавание ― 1, Теннис ― 1, Вольная борьба ― 1 | 11: Конный спорт ― 1, Легкая атлетика ― 2, Гребля на байдарках и каноэ ― 1, Велоспорт ― 1, Академическая гребля ― 2, Дзюдо ― 1, Парусный спорт ― 1, Настольный теннис ― 1, Спортивная гимнастика ― 1                                                                                    | 16: Гребля на байдарках и каноэ ― 1, Гребной слалом ― 3, Плавание ― 2, Дзюдо ― 2, Парусный спорт ― 2, Настольный теннис ― 1, Прыжки в воду ― 2, Греко-римская борьба ― 2, Стрельба из лука ― 1 |
| 10    | Италия         | 10: Легкая атлетика ― 5, Академическая гребля ― 1, Велоспорт ― 1, Карате ― 1, Тхэквондо ― 1, Парусный спорт ― 1 | 10: Фехтование ― 3, Плавание ― 2, Тяжелая атлетика ― 1, Стрельба из лука ― 1, Стрельба ― 1, Спортивная гимнастика ― 1, Гребля на байдарках и каноэ ― 1 | 20: Академическая гребля ― 2, Велоспорт ― 2, Карате ― 1, Фехтование ― 2, Плавание ― 5, Тяжелая атлетика ― 2, Стрельба из лука ― 1, Дзюдо ― 2, Бокс ― 1, Вольная борьба ― 1, Художественная гимнастика ― 1 |

## Пандемия COVID-19 и Игры
На фоне развития пандемии COVID-19, начавшей свой путь в декабре 2019 года, появились слухи о том, что Олимпиада в Токио может быть перенесена или отменена. 15 марта 2020 года премьер-министр Японии Синдзо Абэ сообщил, что Япония планирует провести Олимпиаду в срок, несмотря на пандемию — к началу Олимпийских игр распространение инфекции будет остановлено.
17 марта 2020 года было сообщено, что жеребьёвка Олимпийского баскетбольного турнира (которая должна была состояться 20 марта) из-за коронавируса будет отложена на неопределённый срок.
17 марта 2020 года президент МОК Томас Бах провёл телефонную конференцию со спортивными функционерами. В ходе конференции обсуждалась ситуация с пандемией COVID-19. Заранее сообщалось, что МОК будет руководствоваться рекомендациями Всемирной организации здравоохранения, но, в любом случае, проведение Олимпиады без зрителей, перед пустыми трибунами, исключается, так как «это противоречит олимпийскому духу». По итогам конференции МОК опубликовал заявление, в котором сообщил свою текущую позицию:
До начала Игр в Токио остаётся больше четырёх месяцев, и на этом этапе нет необходимости принимать какие-либо радикальные решения. Любые спекуляции на эту тему будут контрпродуктивными.
Зрителей не пустили на церемонию старта эстафеты олимпийского огня из-за действующих в Японии противоэпидемических мер.
23 марта в СМИ была опубликована информация о том, что Канада и Австралия отказались от участия в Олимпиаде.
24 марта 2020 года Международный олимпийский комитет объявил о переносе летних Олимпийских игр на 2021 год в связи с пандемией COVID-19. Глава МОК Томас Бах сообщил на пресс-конференции, что точные даты проведения игр в 2021 году пока ещё не обсуждались. Хотя несколько Олимпийских игр были полностью отменены из-за мировых войн, включая Летние Олимпийские игры 1940 (которые первоначально были присуждены Токио, перенесены в Хельсинки после начала второй китайско-японской войны и в конечном итоге полностью отменены в связи с более широким началом Второй мировой войны), Игры XXXII Олимпиады явились первыми Олимпийскими играми, которые в связи с чрезвычайными обстоятельствами были перенесены, а не отменены.
30 марта оргкомитет Олимпиады в Токио объявил, что Игры пройдут с 23 июля по 8 августа 2021 года.
9 февраля 2021 года оргкомитет Олимпиады в Токио и МОК опубликовали Руководство для спортсменов и официальных лиц, представляющее собой свод правил для обеспечения безопасности и противодействия новой коронавирусной инфекции (COVID-19) на Олимпийских играх в Японии.
Проведение Игр в период пандемии опасной болезни COVID-19 явилось беспрецедентным фактом, соответственно, и принимавшиеся меры безопасности отличались от обычных для Олимпийских игр. Меры, в том числе изоляция и вакцинация, были направлены на недопущение заражений как среди спортсменов, так и среди зрителей. 20 марта 2021 года было обнародовано, что на Олимпийские объекты во время Игр не будут допущены иностранные зрители. Маршрут эстафеты олимпийского огня по территории Японии был проложен в обход городов и без допуска зрителей. Вначале предполагалось, что на трибуны будут допущено до 10 000 зрителей и только из числа жителей Японии, но, в связи с ухудшающейся эпидемической ситуацией, 8 июля 2021 года было обнародовано, что Игры в спортивных сооружениях в префектурах Токио, Канагава, Сайтама и Тиба пройдут без зрителей, возможно будет смотреть только телетрансляцию. Зрители из числа жителей страны могли пройти на спортивные сооружения только в префектурах Сидзуока, Ибараки, Фукусима и Мияги.

## Вещание
- Австралия — Nine Network
- Азербайджан — AzTV
- Армения — Общественное телевидение Армении
- Беларусь — Белтелерадиокомпания
- Бразилия — Grupo Globo
- Великобритания — BBC
- Германия — ARD, ZDF, Eurosport
- Грузия — GPB
- Европейский союз — Discovery Communications, Eurosport
- Казахстан — Хабар, Qazaqstan, Qazsport
- Канада — CBC/Radio-Canada, TSN, RDS
- Китай — CCTV
- Корейская Народно-Демократическая Республика — SBS[источник не указан 1414 дней]
- Республика Корея — SBS
- Россия — Первый канал, ВГТРК; Матч ТВ, Матч! Страна, Матч! Арена, Матч! Игра, Матч! Футбол 2, Матч! Боец
- Соединённые Штаты Америки — NBCUniversal
- Узбекистан — Sport Uz
- Украина — UA: Первый
- Франция — Eurosport
- Япония — Japan Consortium